# Otakou
Otakou (maori: Ōtākou  [ɔ:ˈta:kou ]) és un assentament dins dels límits de la ciutat de Dunedin, Nova Zelanda. Es troba a 25 quilòmetres del centre de la ciutat a l'extrem oriental de la península d'Otago, prop de l'entrada del port d'Otago. Tot i que és un petit poble de pescadors, Otakou és important en la història d'Otago per diverses raons. L'assentament és el centre modern i la llar tradicional dels Ōtākou rūnanga (assemblea) de Ngāi Tahu. El 1946 es va fundar Otakou Fisheries al municipi; això es convertiria més tard en una part important de la indústria pesquera d'Otago.